# Timberland (Lincolnshire)
Timberland – wieś w Anglii, w hrabstwie Lincolnshire. Leży 20 km na południowy wschód od Lincoln i 179 km na północ od Londynu.